# デル・クック
デル・クック（Dale Cook、1958年11月24日 - ）は、アメリカ合衆国出身の元キックボクサーで、現在は空手家兼プロモーター。プロボクシングにも挑戦し、映画にも出演した。あだ名はアポロ（Apollo）。正しくはデイル・クックと発音する。

## 来歴
1974年からテコンドーの練習を始める。
1981年1月15日、スーパーウェルター級のプロボクサーとしてデビューし、ラリー・スミスに3RKO勝ち。デビュー戦を白星で飾った。
1987年8月14日、ドナルド・タッカー戦で3RKO勝ちを収めると、その試合をもってキックボクシングに専念し始めた。
キックボクシングはマーク・キング戦を以って引退。
現在は全世界キックボクシング連盟（UKF）という団体を主宰し、会長を務めプロモーターとしても活躍する傍ら、空手の指導も行っている。

## 戦績
- プロキックボクシング: 99戦 94勝 52KO 4敗 1分
- プロボクシング: 25戦 22勝 2敗 1分

## 獲得タイトル
- PKA世界王座
- WKA世界ミドル級王座
- WKA世界スーパーミドル級王座
- シュートボクシング世界王座（1992年）

## 出演作品
- Fist of Glory（1995年）
- Double Blast（1994年）
- American Kickboxer 2（1993年）
- Blood Ring（1993年）
- Fist of Steel（1993年）
- Triple Impact（1993年）